# Diacronia
In linguistica, diacronia (/diakroˈnia/, termine formato con il prefisso greco διά- (diá-), che suggerisce differenziazione, e il sostantivo χρόνος (chrónos), "tempo") indica lo studio e la valutazione dei fatti linguistici considerati secondo il loro divenire nel tempo, secondo una prospettiva dinamica ed evolutiva. Si contrappone concettualmente alla sincronia che è, invece, la considerazione delle lingue in un dato momento, astraendo dalla loro evoluzione nel tempo. La lingua di Dante e la lingua di Manzoni sono, ad esempio, "varianti diacroniche" dello stesso sistema linguistico (l'italiano).
Linguistica diacronica è, di fatto, sinonimo di linguistica storico-comparativa, mentre la linguistica generale è tipicamente sincronica. La necessità di tenere ben distinti i due punti di vista, sincronico e diacronico, è stata per la prima volta sottolineata dal linguista ginevrino Ferdinand de Saussure.
Gli altri parametri che determinano la variazione linguistica sono:
- la diatopia, in rapporto allo spazio;
- la diastratia, in rapporto alla condizione sociale dei parlanti;
- la diamesia, in rapporto al mezzo;
- la diafasia, in rapporto alla situazione.

Diastratia e diatopia sono variabili sociolinguistiche introdotte dal linguista norvegese Leiv Flydal nel 1952 e poi assunti, ridefiniti e sistematizzati dal linguista rumeno Eugen Coșeriu, che li integrò con la diafasia. Questi concetti sono mutuati sulla base della diacronia saussuriana. Il concetto di diamesia è stato invece coniato da Alberto Mioni.